# Anolis peruensis
Espèce
Anolis peruensis est une espèce de sauriens de la famille des Dactyloidae.

## Répartition
Cette espèce est endémique de la région d'Amazonas au Pérou.

## Description
Anolis peruensis mesure 56 mm.

## Étymologie
Son nom d'espèce, composé de peru et du suffixe latin -ensis, « qui vit dans, qui habite », lui a été donné en référence au lieu de sa découverte, le Pérou.

## Publication originale
- Poe, Latella, Ayala-Varela, Yañez-Miranda & Torres-Carvajal, 2015 : A New Species of Phenacosaur Anolis (Squamata; Iguanidae) from Peru and a Comprehensive Phylogeny of Dactyloa-clade Anolis Based on New DNA Sequences and Morphology. Copeia, vol. 2015, no 3, p. 639-650.